# Resolutie 1084 Veiligheidsraad Verenigde Naties
Resolutie 1084 van de Veiligheidsraad van de Verenigde Naties werd unaniem aangenomen door de VN-Veiligheidsraad op 27 november 1996.

## Achtergrond
Begin jaren 1970 ontstond een conflict tussen Spanje, Marokko, Mauritanië en de Westelijke
Sahara zelf over de Westelijke Sahara, een gebied dat tot dan in Spaanse handen was. Marokko legitimeerde zijn aanspraak op
basis van historische banden met het gebied. Nadat Spanje het gebied opgaf, bezette Marokko er twee derde van. Het
land is nog steeds in conflict met Polisario dat met steun van Algerije de onafhankelijkheid
blijft nastreven. Begin jaren 1990 kwam een plan op tafel om de bevolking van de Westelijke Sahara
via een volksraadpleging zelf te laten beslissen over de toekomst van het land. Het was de taak van de VN-missie
MINURSO om dat referendum
op poten te zetten. Het plan strandde later echter door aanhoudende onenigheid tussen de beide partijen waardoor
ook de missie nog steeds ter plaatse is.

## Inhoud

### Waarnemingen
Zowel Marokko als Polisario hadden hun verbintenis aan het VN-plan bevestigd. Voor dat plan was het
staakt-het-vuren van belang en ook de gesprekken tussen de partijen moesten worden hervat. Ook moesten beide
partijen een visie hebben voor de periode na de te houden volksraadpleging. Ten slotte had
secretaris-generaal Boutros Boutros-Ghali verschillende componenten van
MINURSO afgeslankt.

### Handelingen
De partijen hadden hun goede wil getoond, onder meer door gevangenen vrij te laten. Het mandaat van
MINURSO werd verlengd tot 31 mei 1997. De secretaris-generaal werd gevraagd zich verder in te spannen
om de impasse waarin de uitvoering van het VN-plan zat te doorbreken en hierover tegen 28 februari 1997
te rapporteren. Mocht dan niet lukken, dan werd hem gevraagd alternatieve stappen voor te stellen. Ten slotte
werd hem gevraagd tegen 9 mei 1997 uitgebreid te rapporteren over de uitvoering van deze resolutie.

## Verwante resoluties
- Resolutie 1042 Veiligheidsraad Verenigde Naties
- Resolutie 1056 Veiligheidsraad Verenigde Naties
- Resolutie 1108 Veiligheidsraad Verenigde Naties (1997)
- Resolutie 1131 Veiligheidsraad Verenigde Naties (1997)

Lijst ·  1036 ·  1037 ·  1038 ·  1039 ·  1040 ·  1041 ·  1042 ·  1043 ·  1044 ·  1045 ·  1046 ·  1047 ·  1048 ·  1049 ·  1050 ·  1051 ·  1052 ·  1053 ·  1054 ·  1055 ·  1056 ·  1057 ·  1058 ·  1059 ·  1060 ·  1061 ·  1062 ·  1063 ·  1064 ·  1065 ·  1066 ·  1067 ·  1068 ·  1069 ·  1070 ·  1071 ·  1072 ·  1073 ·  1074 ·  1075 ·  1076 ·  1077 ·  1078 ·  1079 ·  1080 ·  1081 ·  1082 ·  1083 ·  1084 ·  1085 ·  1086 ·  1087 ·  1088 ·  1089 ·  1090 ·  1091 ·  1092